# 帕氏蛇牙龍鰧
帕氏蛇牙龍鰧，為輻鰭魚綱鱸形目鱷鱚亞目叉齒鱚科的其中一種，分布於大西洋南方熱帶及亞熱帶海域，屬深海魚類，棲息深度在水深1500至1900公尺，本魚背鰭硬棘11至12枚；背鰭軟條19至21枚；臀鰭硬棘1枚；臀鰭軟條20至22枚，體長可達22.8公分。